# Josseline Eyenga
Pour les articles homonymes, voir Eyenga.
Josseline Eyenga est une taekwondoïste camerounaise.

## Carrière
Josseline Eyenga participe aux Championnats d'Afrique de taekwondo 2009 se déroulant à Yaoundé. Elle y remporte sa seule médaille internationale majeure, terminant médaillée d'argent de la catégorie des moins de 57 kg, échouant en finale contre la Sénégalaise Bineta Diedhiou.
Elle est ensuite médaillée de bronze aux Jeux africains de 2015 à Brazzaville.